# 趙錫禮
趙錫禮（1696年—1751年），字叔敘，號容庵，浙江蘭溪人，清朝政治人物。
雍正八年（1730年）庚戌科進士。雍正十一年（1733年），接替馮瀚擔任江蘇宜興縣知縣署任。後來參與治理淮徐海河道。